# OFAB-250SzN
OFAB-250SzN (ros. ОФАБ-250ШН) – radziecka bomba odłamkowo-burząca przeznaczona do zrzutu z wysokości powyżej 30 m.

## Opis
Bomba OFAB-250SzN ma cylindryczny korpus z dwóch warstw karbowanej blachy stalowej. Korpus z obu stron zakończony jest stożkowo. Do tylnej części zamocowany jest statecznik i spadochron hamujący. Bomba wyposażona jest w elektronikę sterująca czasem otwarcia spadochronu i pozwalająca na zmianę ustawienia opóźnienia wybuchu bomby.